# 바다로의 경주
바다로의 경주(영어: Race to the Sea, 프랑스어: Course à la mer, 독어:Wettlauf zum Meer 네덜란드어:Race naar de Zee)는 제1차 세계 대전 서부 전선에서 영불군 및 독일군이 서로 측면을 포위하기 위해 벌인 기동전을 일컫는다. 국경 전투 이후 1914년 9월 17일 ~ 10월 19일 북해 연안 벨기에에서 프랑스에 걸쳐 일어났다.